# Shehybergen
Shehybergen (Cnoic na Síofra)  är en rad låga berg på gränsen mellan grevskapen Cork och Kerry och består mestadels av gammal röd sandsten. Den högsta toppen, Knockboy, (Cnoc Buí, Yellow hill) ligger 706 meter över havsytan. Shehybergen har en lång rad av dalar och sjöar som formades under den sista istiden och de i sin tur har ett rikt djurliv.
Området runt och på berget har en lång historia av mänsklig påverkan som går tillbaka cirka 5000 år. Det finns ett stort antal med gamla monument och ringfort i området. Under det irländska inbördeskriget hade IRA ett starkt fäste i bergen.